# 김시
김시(金禔, 1524년 ~ 1593년)는 조선의 문인화가이다. 본관은 연안(延安). 자는 계수(季綏), 호는 양송당(養松堂), 양송헌(養松軒), 또는 취면(就眠)이다.
벼슬은 사포별제(司圃別提)를 지냈을 뿐 일체의 과거(科擧)에 응하지 않고 서화에만 전심했는데 그림은 인물, 산수, 우마(牛馬), 영모(翎毛), 초충(草蟲)에 이르기까지 모두 정묘(精妙)한 경지를 보였다고 전한다. 당시 최립(崔笠)의 문장, 한호(韓濩)의 글씨, 김시의 그림을 일컬어 삼절(三絶)이라 했다. 유작으로는 덕수궁 미술관 소장의 <하산모우도(夏山暮雨圖)>와 <여인사서도(麗人寫書圖)> <우배도하도(牛背渡河圖)> 및 <우배적성도(牛背笛聲圖)> 등이 있다.

## 같이 보기
- 김시필 동자견려도 (보물 제783호)